# Dan Ireland
Daniel Frederick „Dan“ Ireland (* 11. Mai 1949 in Portland, Oregon; † 14. April 2016 in Los Angeles, Kalifornien) war ein amerikanisch-kanadischer Filmproduzent und Regisseur.

## Leben
Ireland wurde 1949 als zweites von vier Kindern des Ehepaares Rainsford und Betty Ireland (geborene Shantz) in Portland geboren. Sein Geburtsdatum wurde später in zahlreichen Presseartikeln falsch wiedergegeben.
Als Dan Ireland fünf Jahre alt war, ließ sich die Mutter wieder in ihrer Heimat im kanadischen Vancouver nieder, wo sie die Kinder allein aufzog. Ein Besuch der Vorführung des SciFi-Horrorfilms Them! weckte sein Interesse für das Kino. Ab 1965 arbeitete er in einem Kino in Vancouver als Platzanweiser. Zwei Jahre später beendete er die High School.
1975 zog er mit zusammen mit seinem besten Freund Darryl MacDonald nach Seattle. Beide hatten jeweils etwa 5.000 US-Dollar gespart und mieteten das alte Moore Theatre an, dass sie aufwendig restaurierten. Sie öffneten das Kino im Dezember 1975 unter dem Namen Moore Egyptian mit einer Vorführung von Busby Berkeleys Film The Gang’s All Here.
Im Mai 1976 führten Ireland und MacDonald das erste Seattle International Film Festival (SIFF) durch, bei dem sie 28 Filme in 14 Tagen aufführten. Unter anderem brachte Ireland mehrere von Paul Verhoevens Filmen nach Seattle und machte sie dadurch dem US-Publikum bekannt. Für seine Verdienste um den Niederländischen Film wurde er 1982 mit dem Goldenen Kalb in der Kategorie Kulturpreis ausgezeichnet. Ireland führte das SIFF bis 1986.
Danach zog er nach Los Angeles und war dort drei Jahre bei der Filmproduktionsgesellschaft Vestron Pictures angestellt, wo er für die Filmakquise verantwortlich war. Unter anderem arbeitete er an John Hustons letztem Film Die Toten (1987). Er war an mehreren Projekten des Regisseurs Ken Russell beteiligt. Danach wechselte Ireland zu Cineville, wo er als Senior Vice President of Production tätig war. Später produzierte er weitere Filme und führte seit 1996 auch bei ersten Projekten Regie. Unter anderem förderte er die Karriere von Jessica Chastain, der er 2008 ihre erste Hauptrolle in einem Kinofilm ermöglichte, als er sie in seinem Film Jolene für die Rolle der titelgebenden Hauptfigur besetzte.
Am 14. April 2016 starb er in seinem Haus in Los Angeles.

## Filmografie (Auswahl)
Executive Producer
- 1988: Unholy – Dämonen der Finsternis (The Unholy)
- 1988: Salomes letzter Tanz (Salomes Last Dance)
- 1988: Midnight Crossing
- 1988: Reise zurück in der Zeit (Waxwork)
- 1988: Paperhouse – Albträume werden wahr (Paperhouse)
- 1988: Der Biss der Schlangenfrau (The Lair of the White Worm)
- 1989: Twister – Keine ganz normale Familie (Twister)
- 1989: Sundown – Der Rückzug der Vampire (Sundown – The Vampire in Retreat)
- 1989: Paint It Black – Im Dunkeln der Nacht (Paint It Black)
- 1989: Der Regenbogen (The Rainbow)
- 1992: Die Chaoten-Spione (Spies Inc.)
- 1998: Schrille Nächte in New York (The Velocity of Gary)

Producer
- 1991: Die Hure (Whore)
- 1994: The Crew – Fahrt ins Ungewisse (The Crew)
- 1996: Alle Liebe dieser Welt (The Whole Wide World)

Regie
- 1996: Alle Liebe dieser Welt (The Whole Wide World)
- 1998: Schrille Nächte in New York (The Velocity of Gary)
- 2002: Passionada
- 2005: Mrs. Palfrey at the Claremont
- 2008: Jolene
- 2008: Living Proof (Fernsehfilm)